# 莉莎·唐納利
莉莎·唐納利（Liza Donnelly，1955年—），美國著名漫畫家，因其為美國雜誌《紐約客》創作漫畫而聞名，現居於紐約。

## 生平及背景
莉莎·唐納利出生于1955年，其父歐維爾·萊特·唐納利（Orville Wright Donnelly）是一位醫生，其繼母則是一位心理醫生及神經學家。她还有一位妹妹，名叫伊莉莎白·唐納利（Elizabeth Donnelly）。
她早年畢業於印地安納州的伊阿華大學（Earlham College），在就讀大學前亦曾就讀薛維爾學校（Sidwell Friends School）。
她於1979年首次為美國雜誌《紐約客》繪畫漫畫，至1982年起，成為該雜誌的常驻漫畫家。在當時的美國並沒有太多出名的女漫畫家，《紐約客》雜誌当时共有三位女漫畫家，莉莎是其中最年輕的一位。
1988年5月14日，她與同為《紐約客》繪製漫畫的米高·馬斯林結婚，婚後兩人育有2名女兒。
她亦擔任演講者及講師，曾在瓦薩爾大學（Vassar College）教授美國文化與漫畫，亦是該大學女性研究系的會員。其他演講的題目包括女性與幽默等。2007年，她與其他十名「漫畫和平」的成員在聯合國的會議上發表演講。

## 创作作品
除了在《紐約客》刊登，她的作品亦出现在其他雜誌媒體上，例如：《紐約時報》、《哈佛商業評論》、《The Nation》、《Audubon》、《Glamour》、《柯夢波丹》等。
她的作品亦出現在網絡上，受到歡迎，例如：《Women's eNews》、《赫芬頓郵報》、《wowOwow》、《Revolving Floor》等。
同時，她出版漫畫書，對象包括成人及兒童。至2011年止，她共出版了十五本漫畫，其中有七本属于兒童漫畫。

## 演讲作品

### 《借助幽默繪畫求改變》
《借助幽默繪畫求改變》是莉莎·唐納利於2010年12月舉行的TEDWomen會議上的演說，演说时长6分43秒。這個演說的主要内容是唐納利本人怎樣運用幽默的漫畫去改變女性在社會上的地位。
唐納利先用自己的成長經歷作為引子，解釋為甚麼她認為幽默能為女性去建構和接受主流文化的女性待質。她認為女性們與其默默接受主流文化為女性設立的框架，不如用幽默改變社會的傳統及文化，令自己對自己的定位更加自在。縱使唐納利是一個土生土長的美國人，她認為漫畫和女性作為傳統保持者是不受地域所規限，因此她在近年開始與不同國籍和文化的女漫畫家合作及交流，從而創作跨文化和幽默的漫畫去鞏固或改變女性在現有文化的定位和責任。

### 《漫畫家應否參與教育》
莉莎·唐納利曾被邀請出席聯合國新聞部的「學會寬容」（Unlearning Intolerance）主题活动第五次研討會－「漫畫和平」，就《漫畫家應否參與教育》發表了自己的意見。
她在演说中指出，漫畫家有義務把概念透過圖片及文字以易於理解的方法傳達給讀者。
她認為，漫畫家有義務帶給讀者歡樂，但同時相信好的漫畫的內容不只帶來歡樂，因為漫畫家有義務引導讀者思考及感受新的想法。所以漫畫家應先觀察世界再，把自己的所見以漫畫反映給讀者，讓他們以新的觀點去了解漫畫中提及的概念。
她认为，幽默是使人快樂的工具，同時是展視事實的方法。反之，教育是一門技術性的科學而俱一定目標成果，卡通亦可成為其中一種有效方法。
最後她總結，和平是透過對話建立，如果不同職業包括漫畫家可以互相教育，世界會更和平。而圖像比文字有更大力量，適當運用與世界溝通，可成為宣揚和平的工具。

## 出版著作
- Dinosaur Day (1987) - ISBN 978-0590418003
- Dinosaur Garden (1991) - ISBN 978-0590431729
- Dinosaur Beach (1991) - ISBN 978-0590421768
- Mothers and Daughters (1993) - ISBN 978-0345383617
- Dinosaur Valentine (1994) - ISBN 978-0590464154
- Dinosaurs' Christmas (1994) - ISBN 978-0590447980
- Fathers and Sons It's a Funny Relationship!  (with Michael Maslin) (1994) - ISBN 978-0345412553
- Call Me When You Reach Nirvana (1995) - ISBN 978-0836204209
- Dinosaurs' Thanksgiving (1995) - ISBN 978-0590221955
- Husbands and Wives (1998) - ISBN 978-0517300138
- Dinosaurs' Halloween (1998) - ISBN 978-0590410069
- Funny Ladies: The New Yorker's Greatest Women Cartoonists And Their Cartoons (2005) - ISBN 978-1591023449
- Sex and Sensibility: Ten Women Examine the Lunacy of Modern Love...in 200 Cartoons (2008) - ISBN 978-0446198158
- Cartoon Marriage: Adventures in Love and Matrimony by The New Yorker's Cartooning Couple (2009) - ISBN 978-1400068081
- When Do They Serve the Wine?: The Folly, Flexibility, and Fun of Being a Woman (2010) - ISBN 978-0811871167

## 外部連結
- 莉莎.唐納利個人網頁 （页面存档备份，存于）
- 莉莎.唐納利在《紐約客》上的作品 （页面存档备份，存于）
- 莉莎.唐納利在《Women's eNews》上的作品 （页面存档备份，存于）
- 莉莎.唐納利在《Revolving Floor》上的作品 （页面存档备份，存于）